# Carlo Taormina
Carlo Taormina (Roma, 16 dicembre 1940) è un avvocato, politico e giurista italiano.

## Biografia

### Carriera da avvocato
Consegue la laurea in giurisprudenza all'Università "La Sapienza" di Roma, divenendo dapprima avvocato e, in seguito, magistrato; decide poi di dedicarsi nuovamente alla professione forense. Come avvocato ha seguito casi delicati e molto noti all'opinione pubblica, quali:
- la strage di Ustica, in cui ha difeso gli ufficiali e i sottufficiali accusati di aver nascosto elementi utili a stabilire le cause dell'incidente;
- l'eccidio delle Fosse Ardeatine, dove fu difensore dell'ex capitano delle SS Erich Priebke, assieme a Velio Di Rezze e Paolo Giachini;
- l'omicidio di Marta Russo, dove presentò un esposto contro i magistrati inquirenti, pur non avendo legami con la difesa degli imputati Scattone, Ferraro e Liparota;
- il delitto di Cogne, in cui sostituì il professor Carlo Federico Grosso nella difesa di Annamaria Franzoni; è stato a sua volta sostituito dall'avvocato Paola Savio;
- l'omicidio a Baghdad dell'agente del Sismi Nicola Calipari, come difensore di Gianluca Preite;
- l'omicidio di Yara Gambirasio[1] in cui, seppure non membro del collegio difensivo, ha presentato come privato cittadino un'istanza di riesame del DNA, al fine di ottenere la revisione del processo per la condanna all'ergastolo di Massimo Giuseppe Bossetti.

È stato inoltre legale di:
- alcuni imputati di Tangentopoli (tra cui Bettino Craxi);
- Vincenzo Muccioli;
- Giulio Andreotti;
- il boss della Sacra corona unita Francesco Prudentino;
- il neofascista Franco Freda nel processo per la dissoluzione del movimento Fronte Nazionale[2];
- i genitori dei bambini di Rignano Flaminio (come legale di parte civile) per sospetti casi di pedofilia, processo concluso col proscioglimento degli imputati;
- Maria Pia Maoloni, la mamma delle due bimbe italo-belghe contese per sospetti abusi sessuali da parte del padre e del nonno paterno;
- Mario Placanica, carabiniere accusato dell'omicidio di Carlo Giuliani durante il G8 di Genova del 2001;
- Nicola Di Girolamo, nel processo per associazione a delinquere finalizzata al riciclaggio di ingenti somme di denaro effettuato a livello internazionale e violazione della legge elettorale e di scambio elettorale aggravato dal metodo mafioso nel 2010;
- Franco Fiorito, nello scandalo sui reati di peculato della Giunta Polverini in Lazio nel settembre del 2012;
- Roberto Fiore e Giuliano Castellino (leader di Forza Nuova, Luigi Aronica (ex NAR), Biagio Passaro (leader del movimento IoApro) e Pamela Testa, arrestati per l’assalto alla sede della Cgil durante la manifestazione dei No Green Pass del 9 ottobre 2021; due anni più tardi Fiore, Castellino e la Testa verranno condannati tutti a più di 8 anni di reclusione;[3][4]
- Cateno De Luca in un processo per diffamazione.[5]

### Carriera accademica
Oltre all'attività forense si dedica all'insegnamento: nel 1975 diviene professore ordinario di Procedura Penale all'Università di Macerata, ruolo che tuttora ricopre all'Università degli Studi di Roma "Tor Vergata". Tra i maestri che hanno influenzato il suo pensiero figurano Alfredo De Marsico, Giuseppe Sabatini e Giovanni Conso. Costante, nella sua elaborazione scientifica, è la preoccupazione della piena attuazione del contraddittorio tra le parti tra accusa e difesa. Tra le sue opere figurano un Manuale di diritto processuale e diverse monografie. È direttore responsabile, dal 1975, della rivista specializzata La Giustizia Penale. È stato inoltre condirettore della rivista Il Foro Italiano.

### Carriera politica
Taormina cominciò la sua carriera politica nel 1996, candidandosi in Forza Italia alla Camera nel collegio di Roma Monte Sacro in rappresentanza del Polo per le Libertà: ottenne il 49,9% dei consensi e fu sconfitto per una manciata di voti dall'esponente de L'Ulivo Ennio Parrelli.

#### Deputato di Forza Italia (2001-06)
Nella XIV Legislatura (2001-2006) è deputato nelle file di Forza Italia con il ruolo di vice capogruppo del partito alla Camera, eletto nel collegio 29 (Melzo) della circoscrizione III (Lombardia 1) attraverso la lista civetta "Abolizione Scorporo".
Il suo mandato politico non è stato rinnovato nella XV Legislatura (2006-08).
Sul periodo da deputato, sottosegretario e avvocato di Berlusconi ha in seguito dichiarato:

#### Sottosegretario al Ministero dell'Interno (2001)
Taormina è stato brevemente sottosegretario al Ministero dell'Interno nel Governo Berlusconi II: da tale incarico si dimise dopo solo sei mesi (il 5 dicembre 2001), quando la stampa fece notare che il suo ruolo di sottosegretario delegato "per le materie relative al coordinamento delle iniziative antiracket e anti usura, e al coordinamento delle iniziative di solidarietà per le vittime di reati di tipo mafioso" era in conflitto d'interessi con l'esercizio della difesa legale a favore di vari imputati per vicende di mafia e in processi penali in cui lo Stato si era costituito parte civile. In particolare fece scalpore l'episodio in cui si presentò in veste di legale difensore del boss della Sacra corona unita Francesco Prudentino, accompagnato dalla scorta che gli spettava in quanto sottosegretario al Ministero dell'Interno.

#### Legge sul legittimo sospetto
Taormina fu l'estensore del testo originale della legge ad personam sul legittimo sospetto (poi Legge Cirami):

#### Commissione Ilaria Alpi e Commissione Telekom Serbia
Taormina inoltre fu presidente della commissione parlamentare d'inchiesta sulla morte di Ilaria Alpi e Miran Hrovatin, ma anche in quella sede destò polemiche quando fu accusato di aver usato i poteri inquirenti per controllare i lavori dell'altra Commissione avente sede in quel periodo a palazzo San Macuto, quella sull'affare Telekom Serbia, di cui era ugualmente membro:
Nel settembre 2003, a seguito delle inchieste de La Repubblica, ha fatto ammenda e annunciato il proprio ritiro dalla vita politica. È comunque rimasto in Parlamento fino al 2006.
Sto dando un annuncio serio, darò le dimissioni da deputato nei prossimi giorni. Attraverso i diversi processi indicati da Repubblica e per i miei rapporti con personaggi come D'Andria, Fracassi, Di Bari e anche Francesco Pazienza, tutti collegati dall'immaginario collettivo a servizi segreti deviati e a truffe e riciclaggio internazionali, sono riuscito a raggiungere l'obiettivo di mettere la Commissione Telekom Serbia di essere oggetto di una polpetta avvelenata.
Mi assumo tutte la responsabilità di personaggi che, chiamando in causa Prodi, Dini e Fassino li hanno gravemente calunniati; e mi autoaccuso per concorso in calunnia, anche se mi auguro che Repubblica faccia altrettanto, perché mentre io mi autoaccuso vorrei sapere da D'Avanzo e Bonini chi fossero i loro burattinai dell'epoca e a chi prestano ora il loro servizio. Repubblica ha ragione, non posso querelare!»

#### Attività legislativa
Taormina ha presentato come primo firmatario diverse proposte di legge, prevalentemente in ambito legale-processuale, tra cui:
- Disposizioni per la semplificazione del sistema giudiziario penale (C.2668, approvata come testo integrato con altri)
- Disposizioni in materia di prescrizione del reato e di sospensione condizionale della pena (C.2709)
- Concessione di indulto (C.3151) - respinta
- Trattamento penitenziario in situazioni di emergenza (C.3313) - Assorbito dall'approvazione del DDL abbinato
- Abolizione dell'obbligatorietà dell'azione penale (C.3941)
- Disciplina dell'immunità dei parlamentari dai procedimenti penali e dall'esecuzione delle sentenze di condanna (C.4615)
- Disposizioni per la ragionevole durata dei processi e per la migliore tutela delle libertà costituzionali (C.6064)

Come cofirmatario, ha presentato proposte relative a temi diversi (eutanasia, droghe leggere, prostituzione, pena di morte, unioni civili e matrimonio omosessuale):
- Modifica all'articolo 27 della Costituzione concernente l'abolizione della pena di morte (C.2072), al fine di abolire i "casi previsti dalle leggi militari di guerra"
- Modifiche al testo unico sugli stupefacenti in materia di legalizzazione dei derivati della cannabis, somministrazione controllata di eroina, uso terapeutico della marijuana (C.2973)
- Disposizioni in materia di legalizzazione dell'eutanasia (C.2974)
- Innalzamento dell'età minima per la pensione (C.2976)
- Riduzione dei termini di custodia cautelare e per la semplificazione delle procedure in materia di liberazione anticipata (C.2977)
- Riforma in senso uninominale e maggioritario del sistema elettorale del Consiglio Superiore della Magistratura (C.2978)
- Disposizioni in materia di istituzione del Registro delle unioni civili di coppie dello stesso sesso o di sesso diverso e di possibilità per le persone dello stesso sesso di accedere all'istituto del matrimonio (C.2982)
- Semplificazione delle procedure e riduzione dei tempi per l'ottenimento del divorzio (C.2983)
- Norme in materia di procreazione medicalmente assistita e di clonazione terapeutica (C.2984)
- Disposizioni per la legalizzazione della prostituzione (C.2985)
- Riforma presidenzialista dello Stato (C.3942)

#### Iscrizione al Movimento 5 Stelle, Italia Libera e l’adesione a Sud chiama Nord
Nel marzo 2016 Taormina ha annunciato la propria iscrizione al Movimento 5 Stelle, che aveva già sostenuto alle elezioni europee del 2014.
Taormina ha comunque specificato di non voler rientrare nella politica attiva e di voler proseguire la propria carriera di avvocato, sostenendo il movimento di Beppe Grillo solo come cittadino.
Nel 2017 partecipa a "Italia a 5 Stelle", festa ufficiale del movimento, venendo contestato da alcuni attivisti.
In seguito alla nascita del Governo Conte II Taormina lascia l'M5S, essendo contrario all'alleanza con il Partito Democratico.
Il 14 dicembre 2020 annuncia la nascita del movimento Italia Libera insieme a esponenti di Forza Nuova, i No Mask e i Gilet Arancioni dell'ex generale dei carabinieri Antonio Pappalardo.
Il 2 agosto 2022 annuncia la sua candidatura alle elezioni politiche con Sud chiama Nord di Cateno De Luca come capolista nel Lazio.

## Procedimenti giudiziari

### Condanna per discriminazione in ambito lavorativo delle persone omosessuali
Nonostante abbia sostenuto opinioni liberali come l'istituzione delle unioni civili omosessuali, durante la sua attività politica, nel 2013, al programma La Zanzara ha rilasciato alcune dichiarazioni di carattere omofobo e ha reiteratamente affermato di non voler assumere nel proprio studio avvocati, altri collaboratori o lavoratori omosessuali.
Il Tribunale del lavoro di Bergamo, a seguito del ricorso presentato dall'associazione Avvocatura per i diritti LGBTI - Rete Lenford, ha ritenuto che le espressioni di Taormina fossero, in quanto discriminatorie verso gli omosessuali, idonee a dissuadere determinati soggetti dal presentare le proprie candidature allo studio professionale e, quindi, atte a ostacolare il loro accesso al lavoro o a renderlo maggiormente difficoltoso, in violazione delle norme a tutela della parità di trattamento in materia di occupazione e di condizioni di lavoro, in particolare dell'art. 3, comma 1, lett. A) del Decreto Legislativo 9 luglio 2003, n. 216 Attuazione della direttiva 2000/78/CE per la parità di trattamento in materia di occupazione e di condizioni di lavoro. Per tale ragione, il 6 agosto 2014, lo ha condannato a corrispondere la somma di 10.000,00 Euro a titolo di risarcimento del danno.
A seguito della condanna, ha impugnato il provvedimento chiedendone la riforma alla Corte d'Appello di Brescia, che tuttavia, con sentenza dell'11 dicembre 2014, ha respinto il suo ricorso e confermato il provvedimento di primo grado. Successivamente ha presentato un ulteriore ricorso alla Corte suprema di cassazione la quale ha coinvolto la Corte di giustizia dell’Unione europea che in data 23 aprile 2020 ha confermato la condanna e il pagamento di 10.000 euro a titolo di risarcimento.

## Esperienze successive
Dal 2007 partecipa come opinionista calcistico alla trasmissione sportiva Il processo di Biscardi distinguendosi sia per la sua fede romanista sia per la sua avversione per la Juventus. Inoltre è ospite fisso a Teleroma56 nella trasmissione di calcio Tutti nel pallone condotta dal direttore Marco Fabriani. Il 7 novembre 2008 ha fondato la Lega Italia, movimento presieduto dallo stesso Taormina, con il quale si è candidato alla presidenza della regione Lazio alle elezioni regionali del 2010. Nel 2009 si è scagliato contro Beppino Englaro e i magistrati di Udine per aver permesso la morte di Eluana Englaro, annunciando una denuncia per omicidio premeditato.
Taormina si è opposto al disegno di legge sul processo breve, definendolo "vergognoso, criminale, criminogeno e ridicolo". Secondo Taormina, Berlusconi ha premuto sull'approvazione del processo breve come minaccia per alzare il prezzo e ottenere la norma sul legittimo impedimento. Tale norma, che secondo Taormina è "palesemente incostituzionale" in quanto "il presupposto dell'impedimento è una carica", è esplicitamente temporanea per permettere l'approvazione di un lodo Alfano-bis come legge costituzionale.
Nel 2011 è stato nominato principe reggente di Filettino, comune del Frusinate il cui sindaco, in reazione alla manovra "taglia-comuni" dell'ultimo governo Berlusconi, ha avviato un movimento secessionista. Sulla manovra del governo Monti, Taormina si è dichiarato in sintonia con la Lega Nord. In un'intervista al programma radiofonico La Zanzara risponde alla domanda «Qual è il più grande criminale che ha difeso?» dicendo che è stato un parlamentare della Democrazia Cristiana ora non più in politica.
Nel 2017 è uno dei molti firmatari dell'appello del giornale Il Tempo che chiede la scarcerazione, con differimento e sospensione pena per motivi di salute, in favore dell'ex parlamentare Marcello Dell'Utri, condannato per concorso esterno in associazione mafiosa e altri reati minori.
Nel 2020 deposita una denuncia contro il governo Conte-bis per l'inadempienza dell'esecutivo nell'applicare una tempestiva azione profilattica contro la pandemia da SARS-CoV-2.
Nel dicembre 2020 annuncia la nascita di un nuovo soggetto politico Italia Libera, al quale aderiranno i militanti di Forza Nuova e alcuni fuoriusciti dal Movimento 5 Stelle.
Il 12 ottobre 2021 esprime difesa nei confronti di 5 arrestati, tra cui i due leader di Forza Nuova, in seguito ad assalti consumatisi in una manifestazione No Green Pass nella quale era presente anche l'avvocato, che in un'intervista a La Stampa definisce Italia Libera «una sorta di governo di liberazione nazionale per le riforme dello Stato. E certo non si tratta di un’organizzazione di sinistra».